# Živojin Mišić
Živojin Mišić, in serbo Живојин Мишић? (Struganik, 19 luglio 1855 – Belgrado, 20 gennaio 1921), è stato un generale serbo.
Raggiunse anche il grado di voivoda (feldmaresciallo), partecipando a tutte le guerre serbe dal 1876 al 1918 (guerre balcaniche e prima guerra mondiale).
In particolare, comandò le forze serbe durante la battaglia di Dobro Pole, che determinò la sconfitta definitiva del regno di Bulgaria e la sua uscita dalla prima guerra mondiale.